# Gomphide rose
Gomphidius roseus
Espèce
Le gomphide rose (Gomphidius roseus) est une espèce de champignons basidiomycètes de la famille des Gomphidiaceae.

## Description
- Chapeau 3 à 5 cm, convexe puis plan, parfois légèrement déprimé, à cuticule d'un beau rouge-rose brillant,  se tachant de noir, très visqueuse par temps humide.
- Lames espacées, longuement décurrentes, blanches, se tachant de noir à l'arête par la sporée brun foncé.
- Pied 2 à 4 cm, rose pâle, resserré en haut, muni d'un anneau ou la trace d'un anneau et relié à la marge du chapeau par une cortine chez les exemplaires jeunes.
- Chair épaisse au centre, blanche, décolorée de rosé sous la cuticule, sans odeur ni saveur remarquables.

## Habitat
Assez rare en Europe, le gomphide rose pousse de l'été à l'automne en terrain acide, généralement sous conifères, souvent associé à Suillus bovinus (toujours et unilatéralement selon Marchand: “pas de Gomphide sans ce Bolet, mais le Bolet seul est fréquent!”)

## Comestibilité
Comme tous les gomphides connus à ce jour en Europe, c'est un comestible médiocre.

## Espèces voisines
- Gomphidius maculatus
- Gomphidius gracilis

## Confusions possibles
De loin, on peut prendre le gomphide rose pour une petite russule, du groupe emetica par exemple. La présence de Suillus bovinus permettrait de confirmer son identification, mais reste trop aléatoire, et la chair grenue et cassante des russules est bien plus fiable, ainsi que la décurrence des lames qui lui donne l'aspect d'un blaireau à barbe.

## Sources
- Les Champignons, Roger Phillips, éditions Solar,  (ISBN 2-263-00640-0)
- Champignons du Nord et du Midi, André Marchand, tome III / IX, Hachette,  (ISBN 84-499-0649-0)
- * Iconographie de référence : CD 1617; Ro PA 236-a; Md 235; IH 498; Beck 134; IOH 294-295; Chaum-PM 128;